# Etienne Bosch

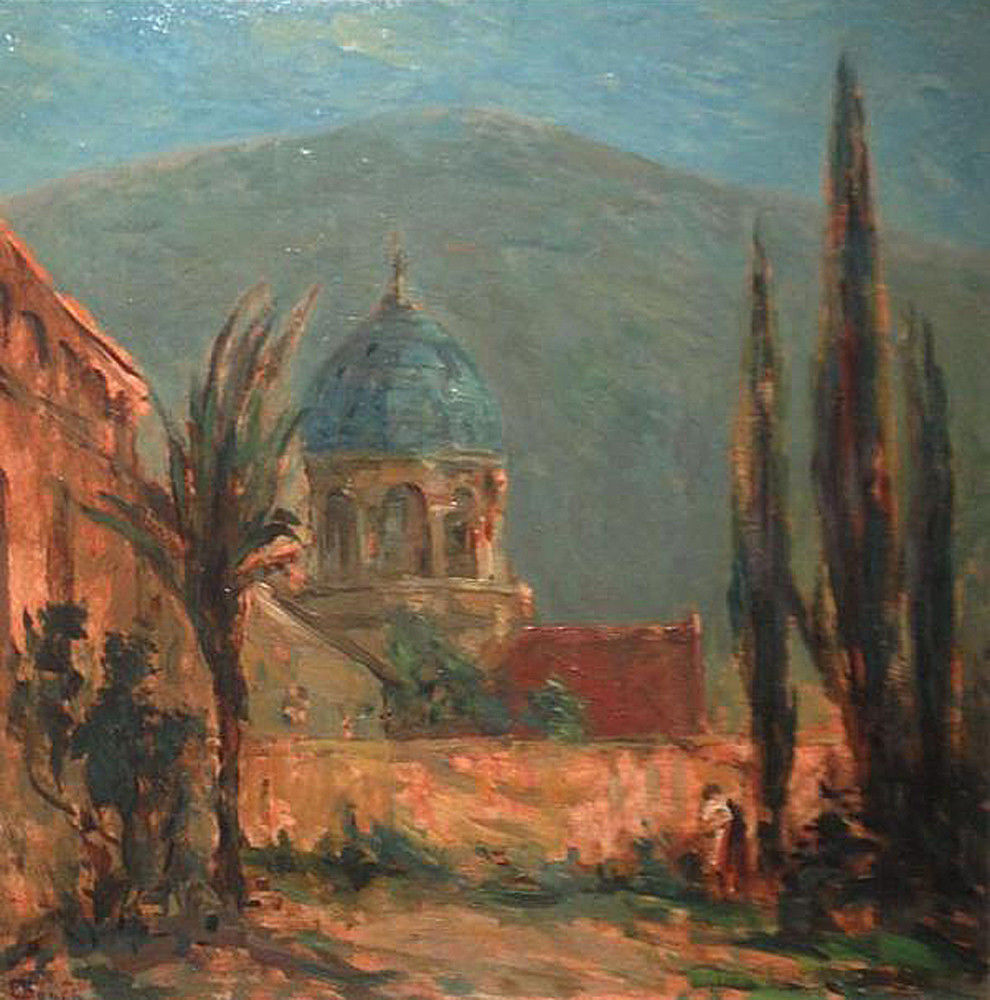
Ansicht von Chioggia im Mondschein

Etienne Marie Theodore Bosch (* 18. Mai 1863 in Amsterdam; † 10. Juni 1933 in Den Haag) war ein niederländischer Maler, Radierer und Lithograf.
Bosch studierte an der Koninklijke Academie van Beeldende Kunsten in Den Haag bei Johan Philip Koelman.
Er malte hauptsächlich Stadtansichten, aber auch Landschaften und Stillleben. Er unternahm mehrere Studienreisen nach Frankreich und Italien, besuchte auch London.
Neben der Malerei beschäftigte er sich mit Radierung und Lithographie. Er signierte seine Werke „Etienne“ oder „E. Bosch“.
Ab 1886 nahm er an Ausstellungen in Amsterdam und Den Haag teil.